# FDGB-Pokal 1952/54
Mit dem FDGB-Fußballpokal-Wettbewerb 1952/54 wurde in der DDR zum vierten Mal ein Pokalsieger ermittelt.
Der vierte Pokalwettbewerb knüpfte an die Pokalsaison 1952/53 an, die nach zwei Qualifikationsrunden und der 1. Hauptrunde im Juni 1953 wegen des Volksaufstandes vom 17. Juni 1953 abgebrochen wurde. Begonnen hatte der Wettbewerb mit 84 Mannschaften aus den Bezirksligen und Bezirksklassen der 15 DDR-Bezirke. Nach zwei Qualifikationsrunden wurde am 7. Juni 1953 die 1. Hauptrunde mit 64 Mannschaften ausgetragen. Unter ihnen waren die verbliebenen 21 Bezirksvertreter, dazu kamen die 26 Mannschaften aus der zweitklassigen DDR-Liga und die 17 Teams aus der DDR-Oberliga. Im Frühjahr 1954 wurde die 2. Hauptrunde, die bereits 1953 ausgelost worden war, neu ausgelost und am 25. April 1954 durchgeführt.
Im Achtelfinale waren bereits 13 der Oberligamannschaften ausgeschieden, mit Chemie Apolda und Aktivist Welzow waren noch immer zwei Bezirksligisten vertreten, für die hier aber Endstation war. Überraschend kamen mit Empor Wurzen-West, Chemie Zeitz und Vorwärts Berlin drei Zweitligisten unter die letzten Vier. Die Berliner Armeefußballer, als Aufsteiger bereits feststehend, und Oberligist Motor Zwickau erreichten schließlich das Finale.

## 1. Hauptrunde
Die Spiele fanden am 7. Juni 1953 statt. 
|                                  | Ergebnis  |                            |
| -------------------------------- | --------- | -------------------------- |
| BSG Motor Oberschöneweide        | 3:1       | BSG Lokomotive Stendal     |
| BSG Fortschritt Weißenfels       | *)        | BSG Turbine Erfurt         |
| BSG Einheit Schwerin             | Protest   | BSG Stahl Thale            |
| BSG Motor Jena                   | 7:0       | BSG Einheit Pankow         |
| BSG Chemie Leipzig               | 2:3       | BSG Chemie Zeitz           |
| BSG Empor Wurzen-West            | 7:1       | SG Dynamo Erfurt           |
| BSG Motor Nord Erfurt            | 0:3       | BSG Motor Zwickau          |
| BSG Aktivist Laubusch            | 3:1       | BSG Fortschritt Meerane    |
| BSG Turbine Weimar               | 1:0       | SC Wissenschaft Halle      |
| BSG Chemie Großräschen           | 0:1       | BSG Aktivist Tiefenort     |
| BSG Wismut Gera                  | 3:0       | BSG Motor Süd Brandenburg  |
| BSG Rotation Plauen              | 5:3 n. V. | BSG Aktivist Brieske-Ost   |
| BSG Empor Tabak Dresden          | 4:1       | BSG Motor Mitte Magdeburg  |
| BSG Rotation Nordost Leipzig     | 1:0       | Adlershofer BC 08          |
| BSG Aufbau Katzhütte             | 0:3       | BSG Einheit Ost Leipzig    |
| BSG Traktor Rogätz               | 1:7       | BSG Rotation Babelsberg    |
| BSG Traktor Gröbers              | 0:2       | BSG Chemie Karl-Marx-Stadt |
| BSG Wismut Bärenstein            | 1:0       | SG Dynamo Berlin           |
| BSG Einheit Nauen                | 5:1       | SG Dynamo Rostock          |
| BSG Einheit Wismar               | 5:2       | BSG Chemie Boitzenburg     |
| BSG Stahl Calbe                  | 2:6       | BSG Motor Altenburg        |
| BSG Einheit Güstrow              | 2:3       | BSG Aktivist Welzow        |
| BSG Motor Gotha                  | 0:1       | BSG Motor Wismar           |
| BSG Fortschritt Guben            | 3:0       | BSG Einheit Burg           |
| BSG Empor Anklam                 | 2:6       | BSG Empor Lauter           |
| BSG Aktivist „Karl Marx“ Zwickau | 7:1       | BSG Motor Dessau           |
| BSG Einheit Spremberg            | ausgef.   | BSG Wismut Aue             |
| SG Dynamo Dresden                | ausgef.   | BSG Turbine Halle          |
| BSG Einheit Greifswald           | 2:0       | BSG Rotation Dresden       |
| BSG Empor Apolda                 | 2:1       | BSG Chemie Agfa Wolfen     |
| BSG Motor Schkeuditz             | 1:1 n. V. | BSG Motor Nordhausen West  |
| BSG Chemie Lauscha               | 1:1 n. V. | KVP Vorwärts Berlin        |

*) Weißenfels disqualifiziert

### Nachhole- und Wiederholungsspiele
Die Spiele fanden sechs Monate nach der 1. Hauptrunde am 20. Dezember 1953 statt.
|                           | Ergebnis |                      |
| ------------------------- | -------- | -------------------- |
| BSG Einheit Schwerin      | 3:1 n.V  | BSG Stahl Thale      |
| BSG Einheit Spremberg     | 2:1      | BSG Wismut Aue       |
| SG Dynamo Dresden         | 1:2      | BSG Turbine Halle    |
| BSG Motor Nordhausen West | 7:3      | BSG Motor Schkeuditz |
| ZSK Vorwärts Berlin       | *)       | BSG Chemie Lauscha   |

*) Lauscha trat nicht an

## 2. Hauptrunde
Die Spiele fanden am 25. April 1954 statt.
|                                  | Ergebnis  |                                |
| -------------------------------- | --------- | ------------------------------ |
| BSG Motor Wismar                 | 5:1       | BSG Motor Oberschöneweide      |
| BSG Turbine Erfurt               | 1:4       | BSG Rotation Plauen            |
| BSG Chemie Karl-Marx-Stadt       | 4:1       | BSG Einheit Spremberg          |
| BSG Empor Lauter                 | 4:1       | BSG Rotation Nordost Leipzig   |
| BSG Motor Zwickau                | 5:1       | BSG Aktivist Laubusch          |
| BSG Turbine Halle                | 1:0 n. V. | BSG Motor Jena                 |
| BSG Rotation Babelsberg          | 6:2       | BSG Einheit Wismar             |
| BSG Motor Nordhausen-West        | 4:2       | BSG Einheit Nauen              |
| BSG Aktivist Welzow              | 2:0       | BSG Empor Tabak Dresden        |
| BSG Aktivist Kaiseroda-Tiefenort | 3:5 n. V. | BSG Empor Wurzen-West          |
| BSG Einheit Ost Leipzig          | 1:0 n. V. | BSG Aktivist Karl-Marx Zwickau |
| BSG Chemie Zeitz                 | 10:00     | BSG Wismut Bärenstein          |
| BSG Einheit Greifswald           | 2:1       | BSG Einheit Schwerin           |
| BSG Motor Altenburg              | 8:1       | BSG Fortschritt Guben          |
| ZSK Vorwärts Berlin              | 4:1       | BSG Turbine Weimar             |
| BSG Chemie Apolda                | 3:2       | BSG Wismut Gera                |

## Achtelfinale
Die Spiele fanden am 16. und 19. Mai 1954 statt.
|                           | Ergebnis  |                            |
| ------------------------- | --------- | -------------------------- |
| BSG Rotation Plauen       | 3:2 n. V. | BSG Chemie Apolda          |
| BSG Empor Wurzen-West     | 3:0       | BSG Chemie Karl-Marx-Stadt |
| BSG Empor Lauter          | 3:1       | BSG Aktivist Welzow        |
| BSG Turbine Halle         | 0:1       | BSG Chemie Zeitz           |
| BSG Motor Nordhausen-West | 4:1       | BSG Rotation Babelsberg    |
| BSG Motor Altenburg       | 4:6 n. V. | BSG Motor Wismar           |
| BSG Motor Zwickau         | 1:0       | BSG Einheit Greifswald     |
| BSG Einheit Ost Leipzig   | 1:4       | ZSK Vorwärts Berlin        |

## Viertelfinale
Die Spiele fanden vom 23. bis 30. Mai 1954 statt.
|                       | Ergebnis |                           |
| --------------------- | -------- | ------------------------- |
| BSG Chemie Zeitz      | 4:1      | BSG Motor Nordhausen-West |
| BSG Motor Wismar      | 1:3      | BSG Motor Zwickau         |
| ZSK Vorwärts Berlin   | 5:0      | BSG Rotation Plauen       |
| BSG Empor Wurzen-West | 3:1      | BSG Empor Lauter          |

## Halbfinale
Die Spiele fanden am 2. (Berlin) und 20. (Zwickau) Juni 1954 statt.
|                     | Ergebnis |                       |
| ------------------- | -------- | --------------------- |
| ZSK Vorwärts Berlin | 1:0      | BSG Chemie Zeitz      |
| BSG Motor Zwickau   | 2:0      | BSG Empor Wurzen-West |

## Finale

### Statistik
| Paarung             | ZSK Vorwärts Berlin – BSG Motor Zwickau |
| Ergebnis            | 2:1 (0:0) |
| Datum               | 3. Juli 1954 |
| Stadion             | Heinz-Steyer-Stadion, Dresden |
| Zuschauer           | 15.000 |
| Schiedsrichter      | Lothar Green (Limbach) |
| Tore                | 1:0 Rudolf Mitzschke (18.) 1:1 Werner Baumann (27.) 2:1 Heinz Fröhlich (79., Strafstoß) |
| ZSK Vorwärts Berlin | Horst Jaschke – Werner Eilitz, Gerhard Marotzke, Gerhard Händler – Horst Scherbaum, Rainer Baumann – Gerhard Ebert (63. Gerhard Reichelt), Rudolf Mitzschke, Heinz Fröhlich, Werner Wolf, Roland Weigel Cheftrainer: Kurt Vorkauf |
| BSG Motor Zwickau   | Rolf Baumann – Günter Witzger, Helmut Schubert, Walter Schmidt – Günter Schneider, Lothar Kunack – Erhard Meinhold, Herbert Heinze, Siegfried Kaiser, Werner Baumann, Siegfried Meier Cheftrainer: Erich Dietel                   |

### Spielverlauf
Im Duell des Oberligisten Motor Zwickau gegen den Zweitligisten ZSK Vorwärts Berlin setzten sich überraschend die Armeefußballer durch. Allerdings hatten die Berliner mit ihren drei Nationalspielern Eilitz, Scherbaum und Fröhlich in der abgelaufenen Saison der DDR-Liga ihre Qualitäten mit einem souveränen Aufstieg in die Oberliga bereits nachgewiesen, die Zwickauer hätten also gewarnt sein müssen. Sie gerieten jedoch durch ein frühes Tor des Berliner Routinier Rudolf Mitzschke ins Hintertreffen, während die schnelle Führung der Vorwärts-Mannschaft Sicherheit in den eigenen Reihen verlieh. Diese geriet auch durch den zehn Minuten später erzielten Zwickauer Ausgleich durch den 20-jährigen Werner Baumann nicht ins Wanken. Auch in der 2. Halbzeit konnten die Zwickauer ihrer Favoritenrolle nicht gerecht werden. Gegen die aufmerksame Berliner Abwehr, in der neben Eilitz mit Marotzke ein weiterer künftiger Nationalspieler stand, gelang den Westsachsen kein weiterer Treffer. Das Tor zum Pokalgewinn erzielte erneut ein Routinier der Berliner. Elf Minuten vor Schluss verwandelte der 28-jährige Heinz Fröhlich einen Foulstrafstoß.